# Bund der Deutschen
Bund der Deutschen (česky Svaz Němců) byl nacionální obranný spolek založený 1. července 1934 na ustavující valné hromadě v Litoměřicích. Zabýval se hospodářskou, kulturní, výchovnou a sociálně podpůrnou činností. Jeho český nacionální obranářský protipól zastávaly Národní jednoty. BdD přinesl do spolkového sudetoněmeckého hnutí změnu jak v dosavadní náplni spolkové práce tak i v organizační struktuře. Po změně stanov začal pracovat na vůdcovském principu a nosná idea sudetoněmeckého společenství se ve svazovém nacionálně socialistickém programu postupně radikalizovala. Svaz pracoval v župách - Bundesgau Prag, Böhmerwaldgau, Egerlandgau, Gau Nordwestböhmen, Elster-Elbe-Gau, Gau Nordböhmen, Jeschken-Iser-Gau, Gau Ostböhmen, Gau Schlesien, Gau Nordmähren a Gau Südmähren. Na jaře 1938 se BdD přihlásil k politickému vedení v čele s Konradem Henleinem. Za druhé světové války fungoval pod spolkem pro německé etnické skupiny v zahraničí Verein für das Deutschtum im Ausland (VDA). Po vysídlení Němců z Československa zastřešuje sudetské Němce Sudetendeutsche Landsmannschaft.

## Německá nacionální „obrana“ v habsburské monarchii

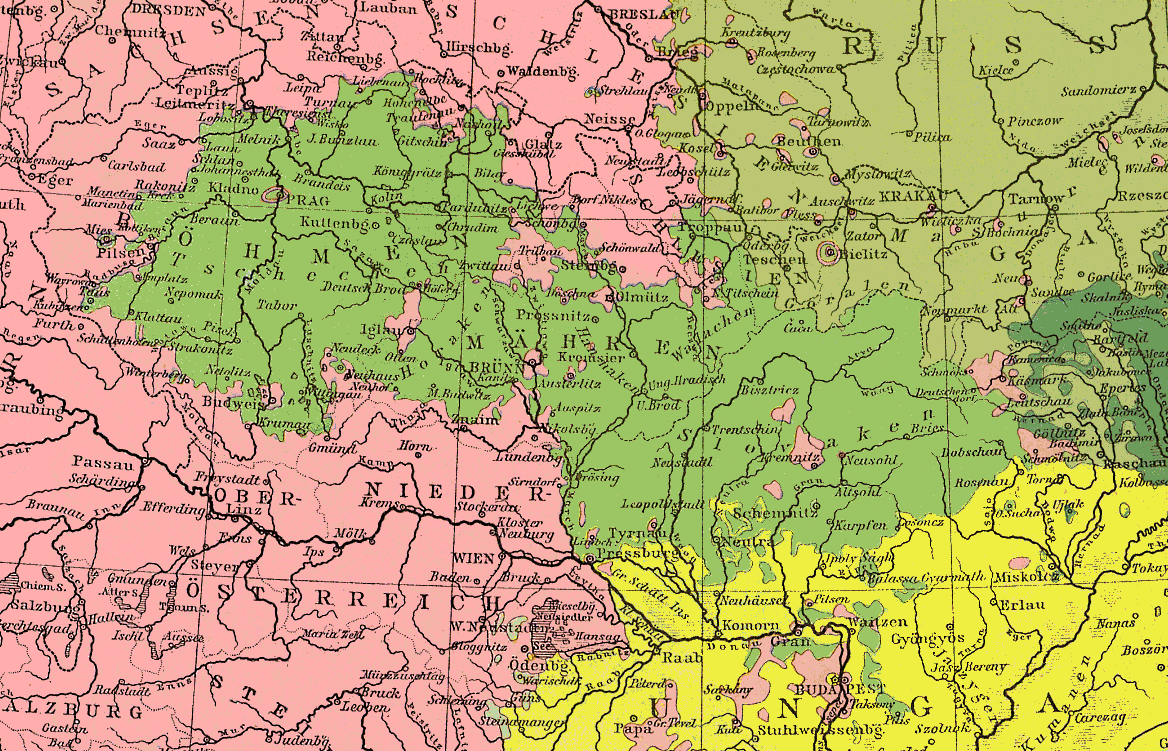
Andrees Allgemeiner Handatlas - mapa národů Rakouska-Uherska z roku 1880.

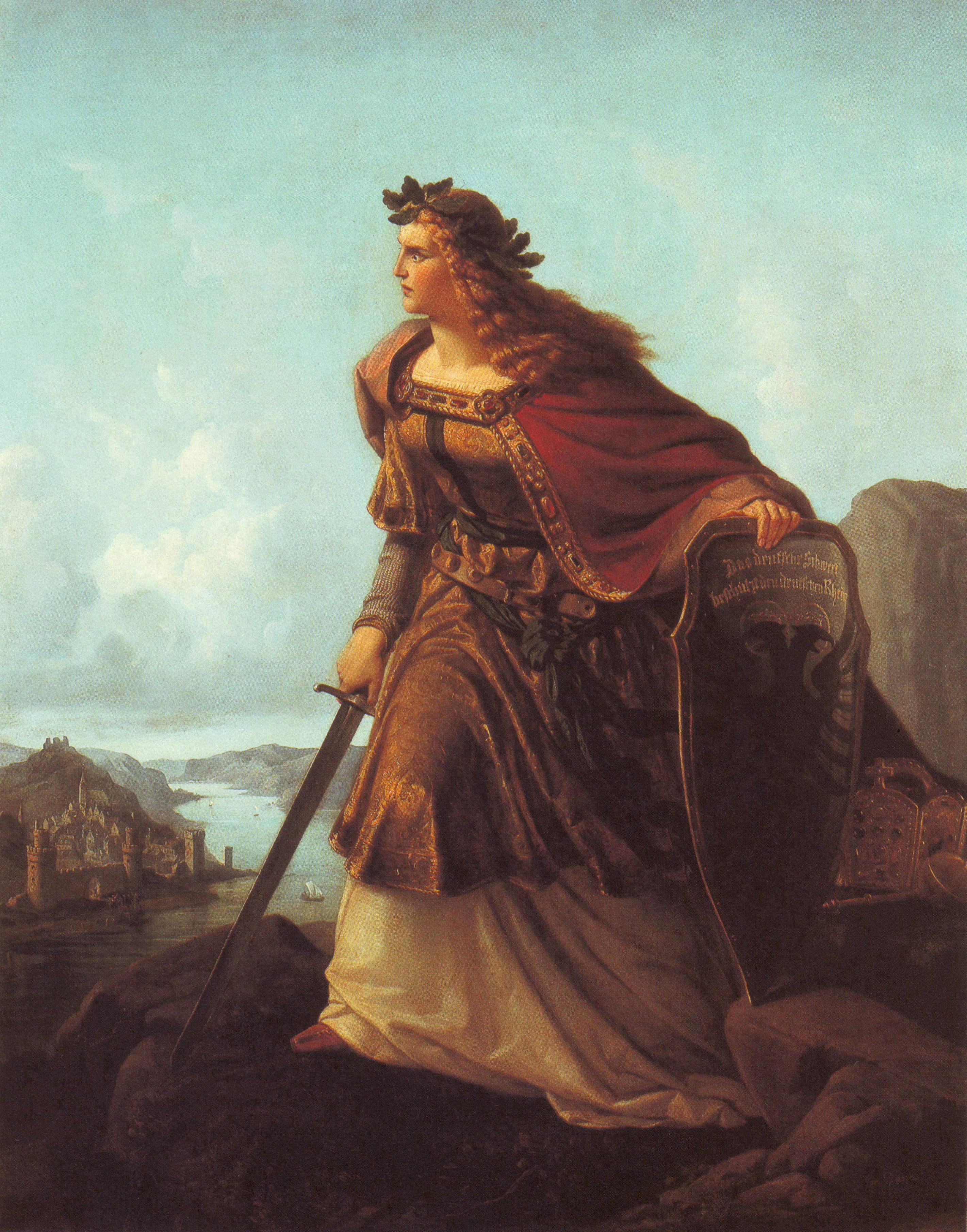
Bohyně „Germania“ u řeky Rýn na stráži (Germania auf der Wacht am Rhein). Pangermánské symbolické zobrazení německého národa.

Industrializace na území českých zemí zasáhla do hospodářské a sociální struktury českých a německých jazykových oblastí rozdílným způsobem. V první vlně získaly průmyslovou modernizací předstih jazyková německá území v převážně horských a méně úrodných příhraničních oblastech (textilnictví a sklářství). Česká jazyková území byla oproti německým o jednu až dvě generace pozadu. V druhé polovině 19. století se nová generace německých podnikatelů stále orientovala z větší části na textilní průmysl a v rozvinutých průmyslových oblastech a městech žila jen část německé populace. Česká jazyková území se rozvíjela primárně v agrární oblasti a během druhé poloviny 19. století začal přebytek pracovní síly odcházet za prací do pohraničí. Jednalo se o dělníky, řemeslníky, horníky nebo drobné živnostníky. Čeští přistěhovalci tedy patřili k „sociálně slabšímu“ obyvatelstvu. Na tomto socioekonomickém základě a kulturní odlišnosti obou komunit se formovalo i nacionální hnutí - český austroslavismus a německá touha (plynoucí z rozdrobenosti) po velkém a jednotném Německu.
V revolučních letech 1848–1849 se národnostní vztahy mezi Němci a Čechy (právě kvůli velkoněmecké myšlence) začaly komplikovat. Německá populace v českých zemích žijící v těsné blízkosti Německého císařství a Výmarské republiky (následně Třetí říše) přebírala postupně myšlenku o „osudovém a nadlidském“ poslání Němců a odcizovala se Vídni. Němci se organizovali jednak v nepolitickém „völkisch hnutí“ výchovně vzdělávacích, sociálně charitativních a kulturních obranných spolků a za druhé v politickém německo-nacionálním hnutí - oba proudy se vyznačovaly přáním po hospodářském a politickém sblížení s Bismarckovým Německem:
„Nejsme si cizí a máme jednu věc a jednoho nepřítele, a co my chceme, chcete rovněž. My chceme velké, silné, jednotné
Rakousko, prodchnuté německým duchem a v nejužším nejen politickém, ale i nacionálním svazku s Německem!“
Josef Pfitzner
Počátky „obranné“ práce leží v jižním Tyrolsku v obci Proveis v oblasti Nonsberg nedaleko Merana (náležela k italskému Trientu). Kněz a školní dozorce Ambros Steinegger a pomocný kněz Franz Xaver Mitterer se zde snažili svépomocí zlepšit hospodářské a kulturní podmínky ze strany Italů ohrožených Němců. V červnu roku 1880 založili vídeňští liberálové odnož politického spolku Deutscher Verein - Deutscher Schulverein, který sice pracoval pro celé Předlitavsko, ale nejvíce poboček měl právě v českých zemích. Na obranu hospodářské oblasti proti slovanské pracovní migraci se zakládaly svazy Němců: Deutscher Böhmerwaldbund (České Budějovice 1884), Bund der Deutschen Nordmährens (Olomouc 1886), Bund der Deutschen Westböhmens (Plzeň 1892), Bund der Deutschen in Böhmen (Praha 1894), Bund der Deutschen Nordwestböhmens (Most 1894), Bund der Deutschen Ostböhmens (Trutnov 1894), Nordmark (Opava 1894), Bund der Deutschen im Egerkreis (Cheb 1895), Bund der Deutschen Südmährens (Znojmo 1899), Bund der Deutschen der Iglauer Sprachinsel (Jihlava 1904). Snahy o integraci se objevily nejprve na Moravě. V roce 1912 se sloučily olomoucký Bund der Deutschen Nordmährens, znojemský Bund der Deutschen Südmährens a brněnský Deutschmährische Heimat do svazu Bund der Deutschen in Mähren (Brno).

## Ustanovení Svazu Němců

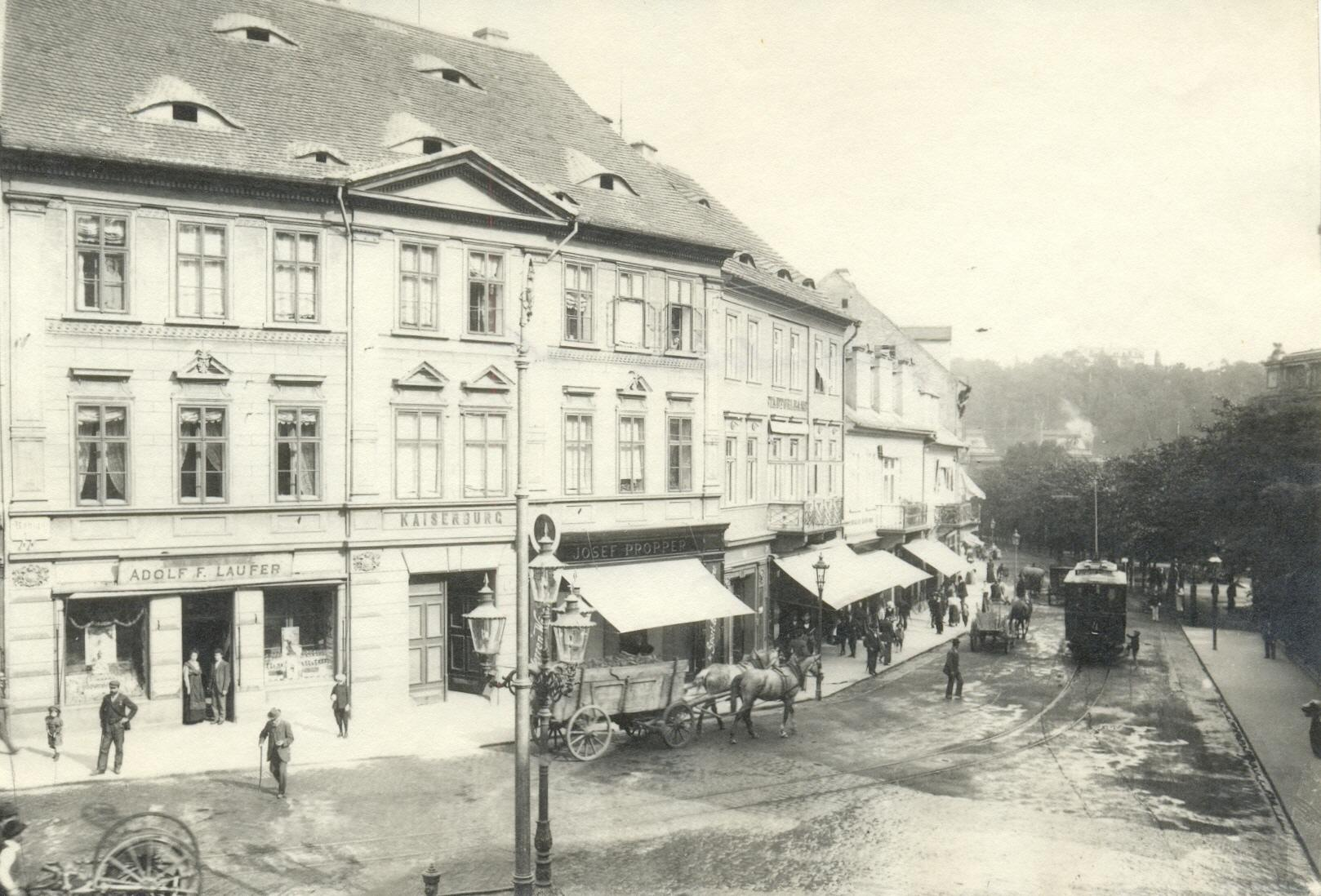
Bad Teplitz-Schönau (Teplice) z roku 1902. Místo založení a sídla „Bund der Deutschen in Böhmen“.

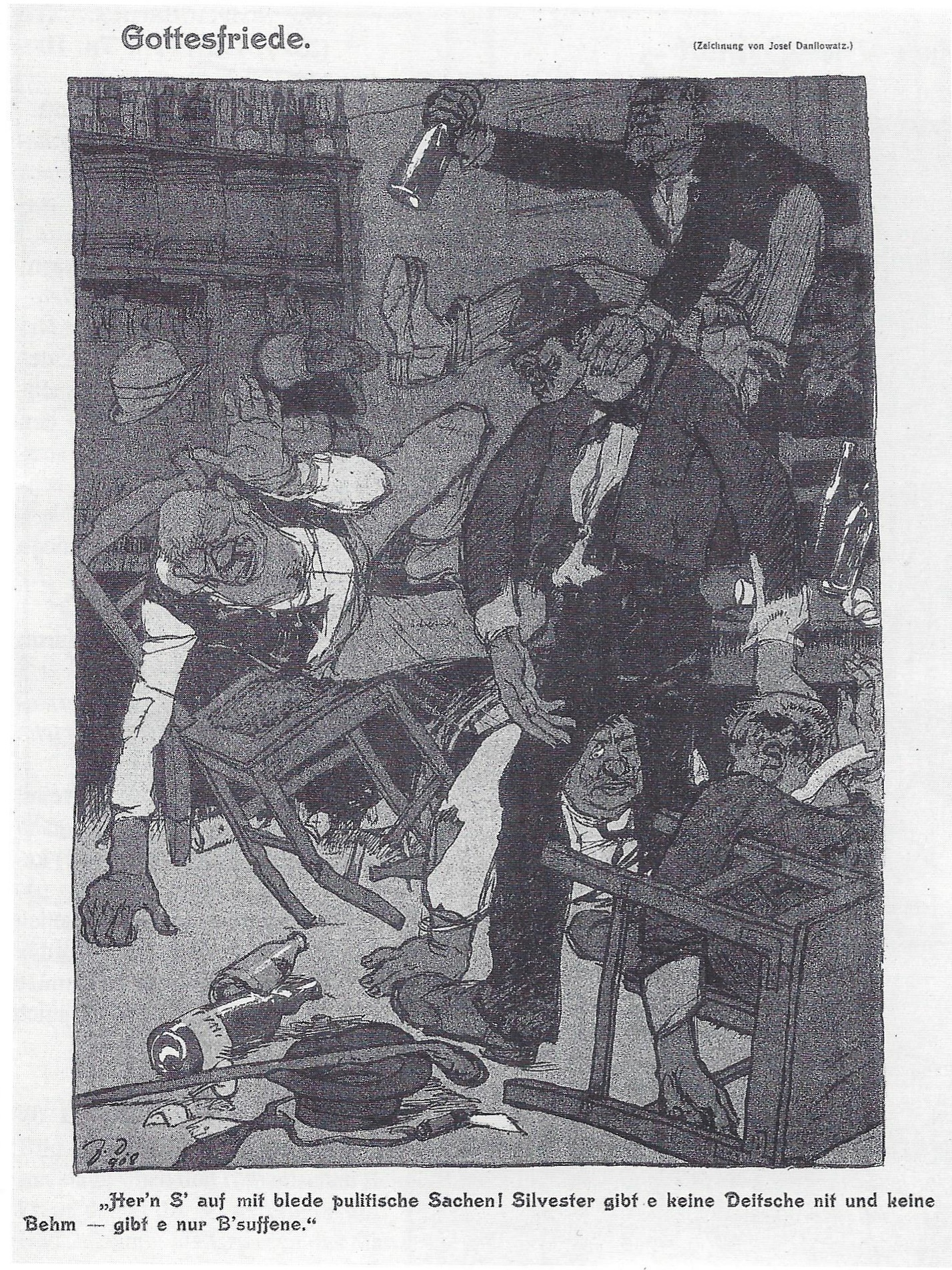
Josef Danilowatz: Gottesfriede; Karikatur zum Silvester 1908 (česky: Boží mír – karikatura k Silvestru 1908) s textem: Her'n S' auf mit blede pulitische Sachen! Silvester gibt e keine Deitsche nit und keine Behm – gibt e nur B'suffene. (česky: Přestaňte s tím pitomým politikařením! Na Silvestra nejsou žádní Němci a žádní Češi, jen opilci!)

Po první světové válce a vzniku Československa dominoval „Bund der Deutschen in Böhmen“, dále zde pracovaly - „Deutscher Böhmerwaldbund“ (České Budějovice), „Bund der Deutschen in Böhmen“ (Teplice-Šanov), Bund der „Deutschen in Ostböhmen“ (nyní se sídlem v Broumově), Bund der Deutschen in Mähren (Brno), „Nordmark“ - od roku 1921 „Bund der Deutschen Schlesiens“ (Opava). Hned v revolučních dnech roku 1918 svazy plně podporovaly připojení k Německému Rakousku a vznik německých provincií (Deutschböhmen, Sudetenland, Böhmerwaldgau a Deutschsüdmähren). Dne 2. července 1929 proběhlo další moravské sloučení (Bund der Deutschen in Mähren a v roce 1921 konstituovaný Bund der Deutschen Schlesiens) v „Bund der Deutschen Mährens und Schlesiens“ se sídlem v Brně. V roce 1920 měla jejich obranná práce široký záběr:
„Realizovat svůj záměr chtěly důkladnou analýzou (nejen) hospodářských poměrů svých regionů, zavedením nových hospodářských odvětví, hospodářskou osvětou, zřizováním záložen, spořitelen a jiných hospodářských ústavů nebo pouze asistencí při témže, osidlováním, podporou domácké výroby, německých zemědělců (zprostředkování nákupu pozemků, úvěrů, zakoupení a zapůjčení zemědělských strojů), turistického ruchu, zprostředkováním realitních služeb, podporou školství (zejména odborného), udělováním studijních stipendií, pracovními zprostředkovatelnami, ve spolupráci s odbornými
organizacemi pořádáním hospodářských výstav a trhů, odborným poradenstvím, péčí o sirotky, organizací dobročinných sbírek, osvětou, vydavatelskou činností, zakládáním knihoven, pořádáním veřejných shromáždění, přednášek, koncertů, divadelních představení, a to vše při vyloučení jakékoli politické činnosti.“
Bundeskalender 1920
Na výročním sjezdu v Chebu v roce 1920 byl přijat program nazvaný „Chebské zásady“ (Egerer Leitsätze) a o rok později byl na sjezdu v Broumově rozšířen o tzv. Učení o národní podstatě. Poprvé se objevuje v programu požadavek po „vůdčích osobnostech“, které by určovaly chod veřejného života. V roce 1933 přijal výroční sjezd v Jablonci nad Nisou nové stanovy, které ministerstvo vnitra odsouhlasilo 3. dubna 1934.
Na 40. sjezdu „Bund der Deutschen in Böhmen“ 1. července 1934 v Litoměřicích došlo k oficiálnímu ustanovení „Bund der Deutschen“. Nové stanovy se zaměřovaly na národní hospodářství, lidovýchovu a kulturu a rozvoj nacionálního společenství. Probíhala reorganizace svazů na osm (později jedenáct) žup, školení funkcionářů a agitační a náborová práce, vytvářely se pracovní příležitosti, vznikl nový projekt „Sudetendeutsche Volkshilfe“ a svaz zavedl „nacionální dávku“ ke zvýšení spolkových příjmů. Podstatnou změnou ve stanovách se stalo „právo jmenovací“ namísto volebního a zavedení „vůdcovského principu“. Sjezdy jednotlivých svazů (až na Deutscher Böhmerwaldbund) během roku 1934 odhlasovaly připojení k BdD a provedly změny ve svých stanovách. Vůdcem svazu BdD byl jmenován evangelický kněz a dlouholetý funkcionář (BdDiB) Gottfried Wehrenfennig a dále tři jeho zástupci Hermann Brass, Emil Breuer a Rudolf Schubert. Takto „zglajchšaltovaný“ svaz se stal oporou formujícího se Henleinova hnutí a od roku 1936 Sudetoněmecká strana v podstatě svaz řídila.

### Organizační struktura
Ze začátku tvořily místní svazové odbočky základní organizační jednotky (Ortsgruppe), nad kterými stály okresní svazy (Bezirksverband). V čele každé jednotky rozhodovalo předsednictvo složené z předsedy, jednatele, pokladníka, popř. další členů. Předsednictvo se scházelo nepravidelně, před oslavami a veřejnými akcemi skoro denně, jinak někdy jednou týdně nebo jednou za měsíc. Na nižších stupních se pak konaly jednou za rok valné hromady s vypracovanou roční zprávou. Se vznikem centrálního svazu BdM se struktura členila na nejnižší spolkové skupiny (Bundesgruppe), okresní svazy (Bezirksverband) a župy (Bundesgau und -bezirk Prag, Böhmerwaldgau, Egerlandgau, Gau Nordwestböhmen, Elster-Elbe-Gau, Gau Nordböhmen, Jeschken-Iser-Gau, Gau Ostböhmen, Gau Schlesien, Gau Nordmähren, Gau Südmähren). Ve vedení všech organizačních jednotek stál od roku 1934 vůdce - v čele BdD svazový vůdce (Bundesführer), v čele župy župní vůdce (Gauführer), ve vedení okresu okresní vůdce (Bezirksführer) a v čele místní skupiny skupinový vůdce (Bundesgruppenführer), který měl pravomoc jmenovat tři referenty pro věci nacionální, hospodářské a kulturní (Volkswart, Wirtschaftswart, Kulturwart). Správní činnost BdD ležela na bedrech svazového vedení (Bundesleitung), svazového výboru (Bundesausschuß), vůdcovské rady (Führerrat), pracovní komory (Arbeitskammern), dozorčí rady (Aufsichtsrat) a smírčího soudu (Schiedsgericht). V jejich režii se pak konaly výroční valné hromady a pracovní porady.
V každé obci, která měla více než 2 000 německých obyvatel, se povinně zakládaly ženské skupiny v čele s „Gruppenfrau“. V menších obcích pracoval při stávajících skupinách „Pracovní výbor pro ženskou práci“ (Arbeitsausschuss für die Frauenarbeit der Bundesgruppe). Podobně fungovaly ženské výbory na okresech pod velením „Bezirksfrau“ nebo župy s „Gaufrau“. Nová role „manželky a matky“ již nebyla soukromou záležitostí. Ženy se staraly o charitu a sbírky, šily nebo pletly oblečení pro děti, zajišťovaly hladký průběh plesů, organizovaly ozdravné pobyty pro děti nebo vánoční nadílky či bezplatnou stravu. Od května 1936 plnily pokyny pracovního listu „Frauenarbeit im BdD“ (v roce 1938 přejmenován na „Frauenschaften“). Prorůstání vlivu Sudetendeutsche Partei (SdP) se projevilo i v ženských skupinách. Ke dni 30. června 1938 byly ústředím svazu zrušeny a po dohodě se stranickým ženským sudetoněmeckým hnutím „SdP-Frauenschaft“ pracovaly ženy přímo v mužských odbočkách. Nadále byla každá členka SdP-Frauenschaft zároveň členkou BdD (po Mnichovu „NS-Frauenschaft“).
Podchycen měly svazy také dorost ve věku 14–20 let v tzv. péči o mládež (Jugendpflege). Vhodnou příležitostí pro verbování mládeže do odboček, okresů a žup se staly tělovýchovné akce pořádané spolkem Deutscher Turnverband (DTV) a organizací venkovského dorostu „Landständische Jungmannschaft“: měsíční besedy nazvané „Heimatabend“, týdenní akce „Heimatwochen“, „Jugendwochen“, schůze mládeže, vzdělávací kurzy nebo přímo pobytové akce v atraktivním prostředí na pohraničních boudách a ubytovnách. Nechyběly ani mládežnické výchovné tiskoviny jako například oblíbená brožura „Jugendbüchlein“, která dorost nenásilně informovala o „velikostí“ německého národa, seznamovala s pojmy „krev a půda“ či v mládeži posilovala „válečného ducha“. Po roce 1933 převzal práci s mládeží tělovýchovný spolek DTV.

### Členská základna
Členská základna se dělila na řádné členy (ordentliche Mitglieder), zřizovatele (Gründer, Stifter), zasloužilé (verdiente Mitglieder) a čestné členy (Ehrenmitglieder). Členem se mohl podle stanov stát kdokoli bez rozdílu pohlaví, náboženství a politického smýšlení, ale některé více nacionálně zaměřené svazy si stanovy upravovaly. Například Bund der Deutschen in Böhmen a Nordmark (po roce 1921 Bund der Deutschen Schlesiens) nabíraly jen členy zcela völkisch. Upravené stanovy BdD v roce 1934 uváděly, že členem se může stát každý bezúhonný Němec bez rozdílu pohlaví. Do řad svazu se přijímaly i organizace nebo spolky. Na základě žádosti vystavovalo župní vedení potvrzení o „árijském původu“. Potvrzení předcházela zdravotní prohlídka. Současně s výsledky lékařské prohlídky žadatel předkládal i rodokmen a zdravotní průkaz pro doložení údajů o dědičných nemocech. Na postech funkcionářů se objevovala (podle průzkumu Jitky Balcarové ) „měšťanská nacionální elita první generace vysokoškolsky vzdělané střední třídy - zástupci vídeňské říšské rady a zemských sněmů, radní, advokáti, lékaři, továrníci, obchodníci, novináři a úředníci“. Náborová akce „Žádná obec bez spolkové odbočky!“ přinesla do stagnace po roce 1934 nové členy. V roce 1937 činila členská svazová základna 10,5 % čs. německé populace, což byl každý 9.–10. německý občan v Československu. Horní třída se objevovala spíše v roli zřizovatele nebo dárce. Ve 30. letech 20. století se pod parolou krve a půdy objevilo v zemědělských oblastech hojné zastoupení spodní vrstvy střední třídy tzv. mladého sedláka (Jungbauer). Věkový průměr většiny členů se v roce 1937 pohyboval kolem 30–40 let a hned po té následovalo věkové složení mezi 20–30 lety.

## Hospodářsko-podpůrná činnost
BdD zaměřoval hospodářsko-podpůrnou činnost na chudé děti, pro které zřizoval a provozoval vývařovny nebo pořádal vánoční nadílky a na péči o mládež. Další podpora cílila na zemědělsky orientovaný průmysl a domácí výrobu, majitele statků a zemědělských podniků za účelem udržení stávajícího majetku, ale i na řemeslníky a živnostníky nebo provozoval bezplatné zprostředkovatelny práce. V novém Československu probíhaly (mimo státních akcí) také dva sociální podpůrné projekty německých obranných spolků, ve kterých hrál Bund der Deutschen vedoucí úlohu - Brüder in Not (BN) a Sudetendeutsche Volkshilfe (SVH), podle vzoru německých projektů NSDAP (Winterhilfe, Winterhilfswerk).

### Brüder in Not
Svépomocný projekt na podporu německých dětí a mládeže „Brüder in Not“ (Bratři v nouzi) probíhal od roku 1933 do roku 1934 v čele s předsedou spolku Gottfriedem Wehrenfennigem. V únoru 1934 byl projekt zařazen do obdobné státní akce na podporu nezaměstnané mládeže „Demokracie pro mládež“ (Demokratie für die Jugend). Přídělu chleba, mléka, teplé stravy (polévky) a topného materiálu se dočkali sociálně slabé rodiny s vyšším počtem dětí, těhotné ženy, staří lidé a nezaměstnaní. Podpůrné akce se pořádaly pod hesly „Dvojnásobně pomůže ten, kdo rychle pomůže! (sbírky oděvů), „Dítě hostem!“ (bezplatné poskytnutí teplého jídla dětem v hostitelských rodinách nebo v hostincích), „Dítě na venkov!“ (prázdninová akce) či „Pomoc žactvu“ (svačiny ve školách).

### Sudetendeutsche Volkshilfe

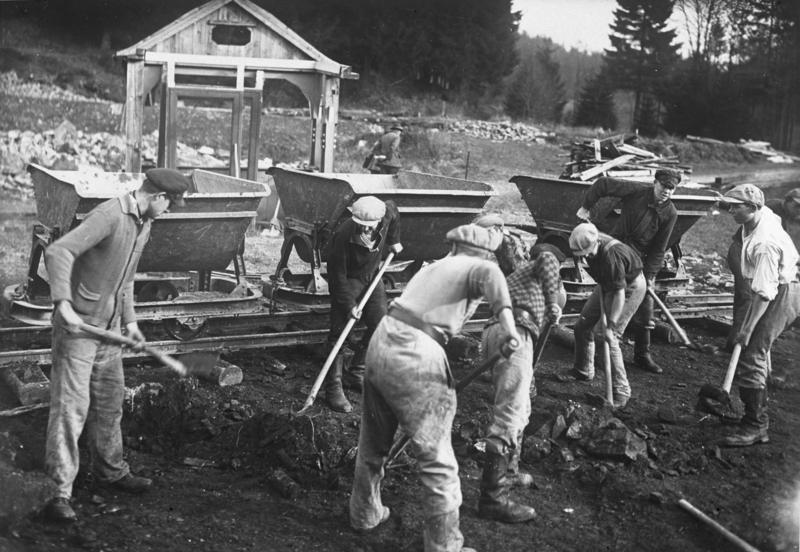
Dobrovolná pracovní služba (Freiwlliger Arbeitsdienst) na přehradě Lehnmühle v Krušných horách z roku 1931. Dobrovolná pracovní služba v Německu se stala vzorem hospodářsky-podpůrného projektu Sudetendeutsche Freiwillige Arbeitsdienst v Československu.

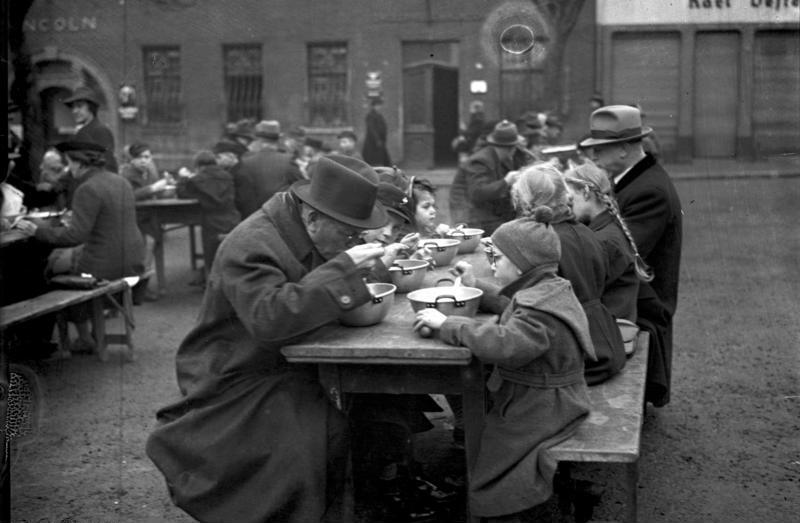
Sociální projekt Winterhilfswerk v Německu v roce 1938 (polévka „Eintopf“ zdarma). Podobné sociální projekty probíhaly pod hlavičkou Sudetendeutsche Volkshilfe.

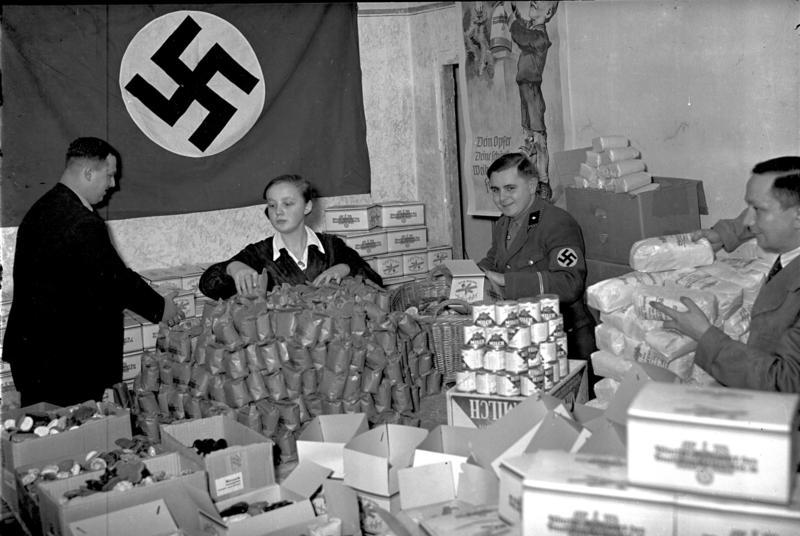
Po NS-zglajchšaltování nesl projekt vánoční nadílky pro sociálně slabé název Winterhilfswerk (NS Volkswohlfahrt). Na obrázku příprava vánočních balíčků v Berlíně z roku 1935.

Nejvýznamnějším nacionálním svépomocným projektem na podporu v nezaměstnanosti se stala „Sudetendeutsche Volkshilfe“ (Sudetoněmecká národní pomoc), na kterém participovalo více než 70 spolků pod vedením Bund der Deutschen, Deutscher Turnverein a Sudetendeutsche Partei. Celá akce byla odstartována 8. listopadu 1934 a ukončena na konci března 1938. Zimní sbírky trvaly v průměru tři a půl měsíce (1934/35, 1935/36, 1936/37, 1937/38). I když čs. stát svépomocnou akci povolil a sbírky se mohly konat v obcích s nadpoloviční německou většinou a se značnou německou menšinou, přesto měl výhrady k její propagaci. Nejvíce výhrad vznášel ke sbírkám „od domu k domu“ a k označování přispívajících 1 % ze svého měsíčního platu speciálními domovními kolky (Monatsspendemarken) nebo přispívajících větších obnosů darovacími kartami (Spendekarten) u vchodu domu nebo bytu. Mimo osobně prováděných sbírek fungovaly po celé zimní období veřejné SVH-pokladničky v hostincích, klubech, hotelech, restauracích, vinárnách, kavárnách, kinech apod. Vedle finančních obnosů se vybíraly také obnošené oděvy, potraviny a jiné staré věci k dalšímu použití a pořádaly se různé kulturní, sportovní a přednáškové akce. Projekt finančně dotovalo i zahraničí. Z akce nebyli podporováni komunisté a sociální demokraté. Českým nacionalistům byla sociální svépomoc Sudetendeutsche Volkshilfe trnem v oku a požadovali po Ministerstvu vnitra a Ministerstvu sociální péče zákaz veškerých sbírek. V tisku „Der Sozialdemokrat“ a „Die Arbeiterturnzeitung“ se kriticky ozývali němečtí komunisté a sociální demokraté.

### Sudetendeutsche Freiwillige Arbeitsdienst
Podstatou projektu Sudetendeutsche Freiwillige Arbeitsdienst (Sudetoněmecká dobrovolná pracovní služba - SFAD) se staly podle vzoru „Říšské pracovní služby“ (Reichsverband deutscher Arbeitsdienstvereine – RAD) pracovní tábory, které byly financovány z výtěžku SVH a některé ze státních dotací. Přicházely i velké subvence v říšských markách. V Německu byla pracovní služba od 26. června 1935 pro chlapce a dívky „árijského původu“ ve věku 18–25 let povinná, v Československu na takovou povinnost mohl Svaz Němců pouze apelovat: „Pracovní služba je povinnost každého!“, „Chop se lopaty a služ! nebo „Je to tatáž povinnost pro všechny!“ BdD se staral o finanční krytí výstavby a chodu táborů a zprostředkovával nezaměstnanou mládež. Deutscher Turnverband uchazeče vybíral, vedl kartotéku táborových vedoucích a zúčastněných členů a školil táborové vedoucí. V táborech pracovali nejprve nezaměstnaní muži ve věku od 17 do 30 let, později i dívky. Mužská mládež odvodňovala mokřiny a skulturňovala novou zemědělskou půdu, stavěla cesty, nová cvičiště a ubytovny pro mládež. Dívky pomáhaly v rodinách sedláků, staraly se o děti, zastávaly práce v domácnosti a vykonávaly pomocné zemědělské práce (sklizně). V rámci
projektu „Sudetoněmecké osidlování“ budovala SFAD také nové osady. V první fázi projektu (1935–1937) měly tábory hlavně sociálně podpůrný význam, vzhledem k tomu, že nezaměstnanost po roce 1937 klesla, převažoval v druhé fázi (1937–1938) aspekt výchovný a agitační. Tábory podporovaly výchovu k půdě a krvi a nacionální pospolitosti. Řada objektů sloužila turnerům nebo SdP.

### Kinderhilfswerk
Nejnáročnějším projektem BdD se stal Kinderhilfswerk (Sociálně podpůrný projekt dětem - KHW), který navázal na projekty
„Brüder in Not“ a „Demokracie pro mládež“. Mimo teplého zimního oblečení a bezplatné teplé stravy („Dítě hostem“) poskytoval projekt od roku 1933 prázdninovou pobytovou zotavovací akci (Kinderferienhilfswerk) pod názvem „Dítě hostem na venkově!“. Protože kapacita volných míst v rodinách sedláků nestačila, vybudoval BdD vlastní prázdninové tábory a osady. Vedení tábora zajišťovali učitelé (po absolvování speciálního školení). Problém ze strany čs. státu nastával při zahraničních pobytech a ze strany říšských úřadů při pobytech dětí českých krajanů z Německa na území republiky. Zahraniční návštěvu tábora povoloval Zemský úřad v Praze. Nejvíce zamítal z ideových důvodů pobyty německých dětí z Československa v dětských táborech v Německu a v Rakousku (v letech 1936–1937 nebyly povoleny vůbec) a pobyty říšských dětí na území čs. státu.
„Projekt Sudetendeutsche Volkshilfe byl slavnostně ukončen dne 4. dubna 1938 v Teplicích-Šanově. V jeho rámci proběhlo celkem 14 tzv. sběrných měsíců s výtěžkem 53,7 mil. Kč (39,4 mil. Kč v hotovosti, 14,3 mil. Kč ve věcných darech). Akce se účastnilo více než 70 organizací a počet dobrovolníků se počítal na desetitisíce. V prvním roce 1934/1935 získalo podporu 131 140 Němců, 169 040 v roce 1935/1936, 183 136 v roce 1936/1937 a 150 000 v roce 1937/1938. Průměrně tedy ročně sociální podporu získalo 158 329 osob. Ve srovnání s celkovým počtem německého obyvatelstva v českých zemích to znamenalo, že se jednalo o nepřehlédnutelných 5,2 % německého obyvatelstva. Na sociální účely se vydalo 50,2 mil. Kč, z toho na podporu nezaměstnaným, potraviny, vývařovny, ošacení a topný materiál 45 mil. Kč, na mzdy dělníkům 1,3 mil. Kč, na prázdninovou akci, na školy, školky a mládež 3,1 mil. Kč, na podporu domácké výrobě 800 000 Kč. Náklady na správu činily 490 000 Kč, na agitaci, tiskoviny, sbírky, vypracování zpráv aj. 410 000 Kč.“
Sudetendeutsche Volkshilfe 1934–1938, 

### Péče o sirotky
Na výročním sjezdu svazu „Bund der Deutschen in Böhmen“ v Karlových Varech byl založen 17. dubna 1898 výbor pro sirotčí péči. Děti umísťoval svaz nejprve v rodinách, ale od začátku 20. století začal budovat vlastní sirotčince. První vznikl v roce 1905 v Nové Vsi u Dobřan na Plzeňsku. O tři roky později inicioval předseda spolku BdDiB Karl Schücker v Dolním Třešňovci u Lanškrouna rozsáhlý projekt, který obdržel na památku jeho jméno. „Dr. Karl Schücker Waisenheim des Bundes der Deutschen in Böhmen“ vlastnil i zemědělský podnik pro vyučené sirotky. Spolek zakládal i menší sirotčí osady a kolonie (Waisensiedlungen, Waisenkolonien). Také se snažil zajistit dětem vhodné pěstouny s měsíční finanční podporou. V roce 1937 přešla veškerá zařízení na Deutscher Kulturverein a v držení spolku zůstaly pouze sirotčince v Třebnici u Domažlic a v Doubí u Karlových Varů.

### Pracovní zprostředkovatelny

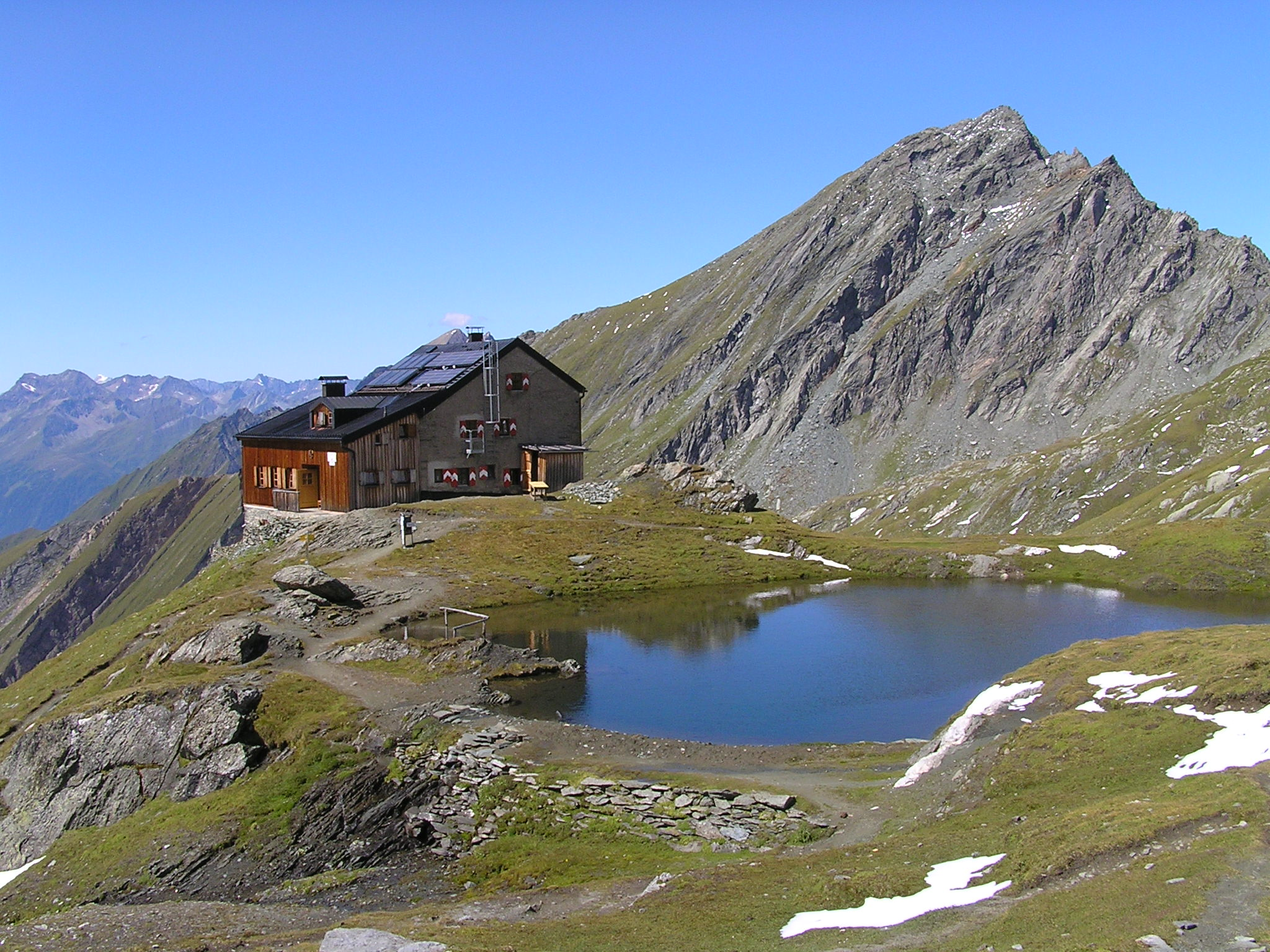
Sudetendeutsche Hütte (Vysoké Taury - Nussingkogel) - vybudována v letech 1927–1929 z iniciativy sudetské sekce Verband der deutschen Alpenvereine, který v rámci podpory turistiky kooperoval s BdD. Slavnostní otevření se konalo 21. července 1929. V letech 1944–1951 byla horská chata uzavřena a k jejímu 70. výročí vzniku modernizována.

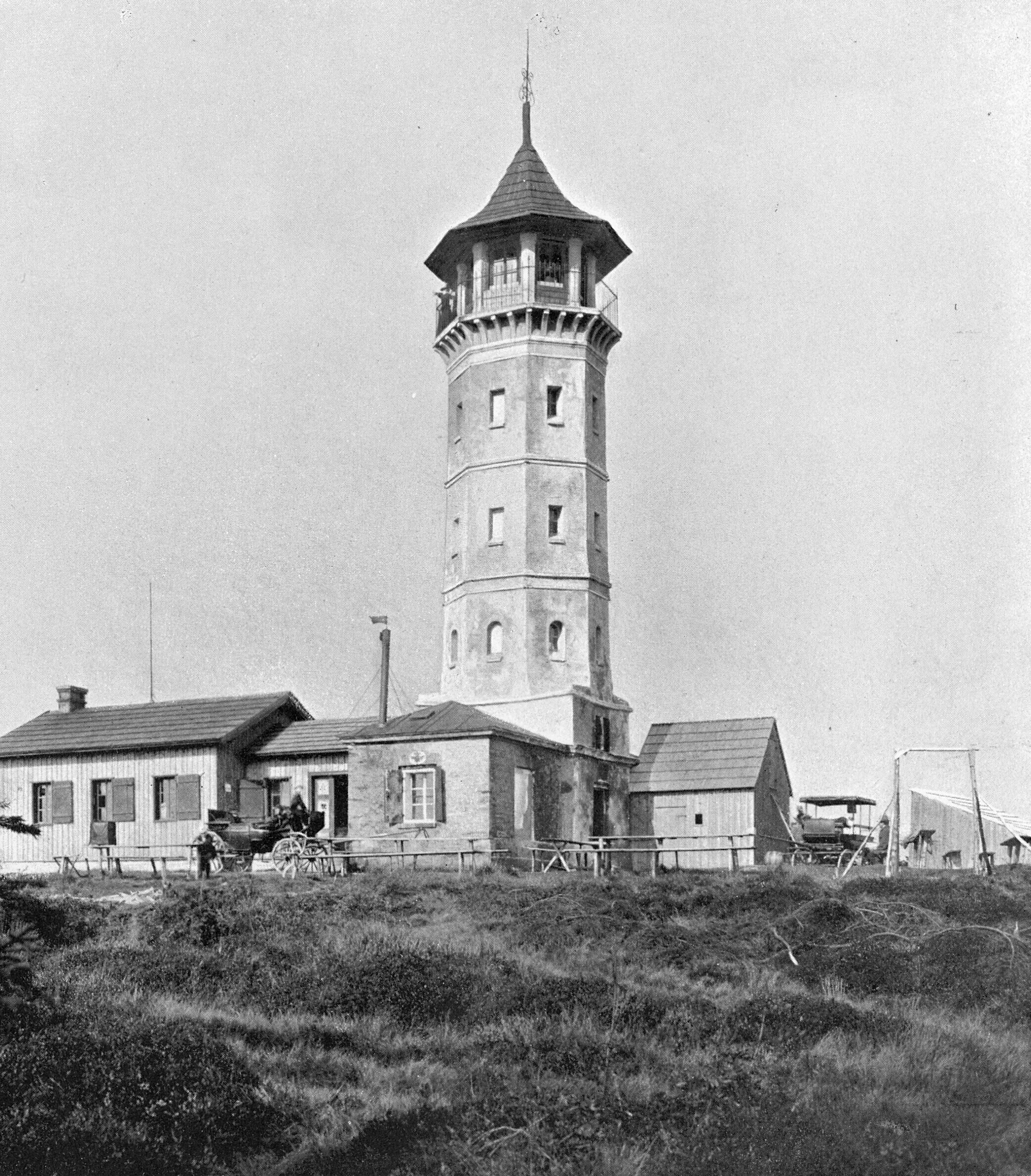
Klínovec/ Keilberg - rozhledna s ubytovnou (1898). Sudetoněmecký projekt výstavby ubytoven podle vzoru německých „Herbergswerk“. Na Klínovci založil horskou boudu německý Lyžařský klub „Christiana“ (Schiklub Christiana) z Vejprt.

Pracovní zprostředkovatelny se snažily zajistit pracovní místa německému obyvatelstvu a svazy, které střežily hlavně přesidlování lékařů a právníků, se tak zasloužily jen v roce 1934 o umístění 109 uchazečů z tohoto oboru. Zrovna tak se BdD obával přílivu českých učňů a českého služebnictva do německých rodin a to zejména na jazykové hranici. Snažily se proto hojně inzerovat žádosti a nabídky pracovních míst také ve svém tisku. Informace získávaly i z Centrálního úřadu zprostředkovatelského v Praze. Hledání práce měly uchazečům ze vzdálenějších míst usnadnit vybudované ubytovny (v Broumově a v Trutnově). Kolem roku 1935 provozoval BdD 81 pracovních zprostředkovatelen. Okresní zprostředkovatelny s vlastní kanceláří poskytovaly i poradenskou službu (volba povolání, rekvalifikace, koupě a prodej nemovitostí i půdy, půjčky). O situaci v každé obci a vsi je informoval důvěrník. Vládním nařízením č. 217 čs. stát provozování svazových zprostředkovatelen od 1. října 1936 značně zkomplikoval a podle §6 k provozování takové činnosti bylo nadále potřeba povolení ministerstva sociální péče. V roce 1938 BdD povolení nezískal.

### Podpora turistiky
Turistické podvýbory vedly agendu letního ubytování v německých oblastech. Ve svazovém periodiku vycházely nabídky a doporučení „zaručeně německých“ rekreačních a turistických míst (hotelů, penzionů a horských boud). Dále vydávaly turistické průvodce, mapy, pohlednice. Na jejich bedrech ležela nejen starost o objekty v turistických destinacích, ale také financování nových chat a horských ubytoven. Pořádaly výlety a v atraktivních a zajímavých oblastech i veřejné akce. Společně s německými turistickými organizacemi udržovaly turistické stezky. Turistické ukazatele (a hlavně v jakém jazyce budou na nich nápisy) se staly samozřejmě mezi českými a německými organizacemi další třecí plochou a německá strana vyzývala k zastavení českého značení. Záslužnou práci odvedly při budování turistických ubytoven a chat pro
mládež. Podle německého vzoru byl založen „Sudetendeutsches Herbergswerk“ (Sudetoněmecký projekt výstavby ubytoven), později transformovaný na Verband für Deutsche Jugendherbergen (Svaz německých ubytoven pro mládež) se sídlem v Ústí nad Labem.

### Podpora domácké výroby
Spolky poskytovaly domácím výrobcům nejen finanční dary, ale také výhodné půjčky na pracovní nářadí (někdy i zdarma výrobní materiál). Při zprostředkování prodeje neplatili domácí výrobci provizi a ve svazovém tisku se objevovala jejich inzerce bezplatně. Ve spolkové režii vycházely seznamy výrobců a knihovny nakupovaly potřebnou odbornou literaturu. Mimo vzorkovny výrobků v teplické kanceláři nabízel Bund der Deutschen in Böhmen mobilní variantu v podobě dvou cestovních kufrů k zapůjčení do okresů a odboček. Přibližně od roku 1922 prezentovali domácí výrobci své zboží (řezbářské a soustružnické výrobky – betlémy, dřevěné hračky, krajky, kresby aj.) na vánočních trzích. Spolkové a „zaručeně německé výrobky“ reprezentovala ochranná známka „Wia“. Nemalý význam měly i prodejní výstavy. Pro domácké dělníky rozšířil svaz od roku 1934 poradenskou službu v místních odborných odbočkách.
„Spolky poskytovaly převážně poradenství v oblasti výroby a distribuce, pomáhaly udržovat a rozšiřovat dosavadní odbytiště. Stavěly se za vyřazení „nesolidního a vykořisťovatelského“ meziobchodního článku zprostředkovatelů v distribuci výrobků, za zavedení jednotných prodejních cen, za včasné dodržení dodacích lhůt výrobců, zakládání centrálních organizací na družstevním základě, zavedení stejných pracovních podmínek v různých faktoriích a výhodné dodávky pracovního materiálu pro výrobce. Podporovaly zřizování škol, kurzů, pořádání výstav, tiskem osvětu a propagaci, požadovaly ochranu vzorků. Tarifní celní zvýhodnění a stálost odbytu se snažily zajistit vybudováním sítě obchodních kontaktů mezi výrobcem, obchodníkem a spotřebitelem.”
Balcarová Jitka

## Lidovýchova

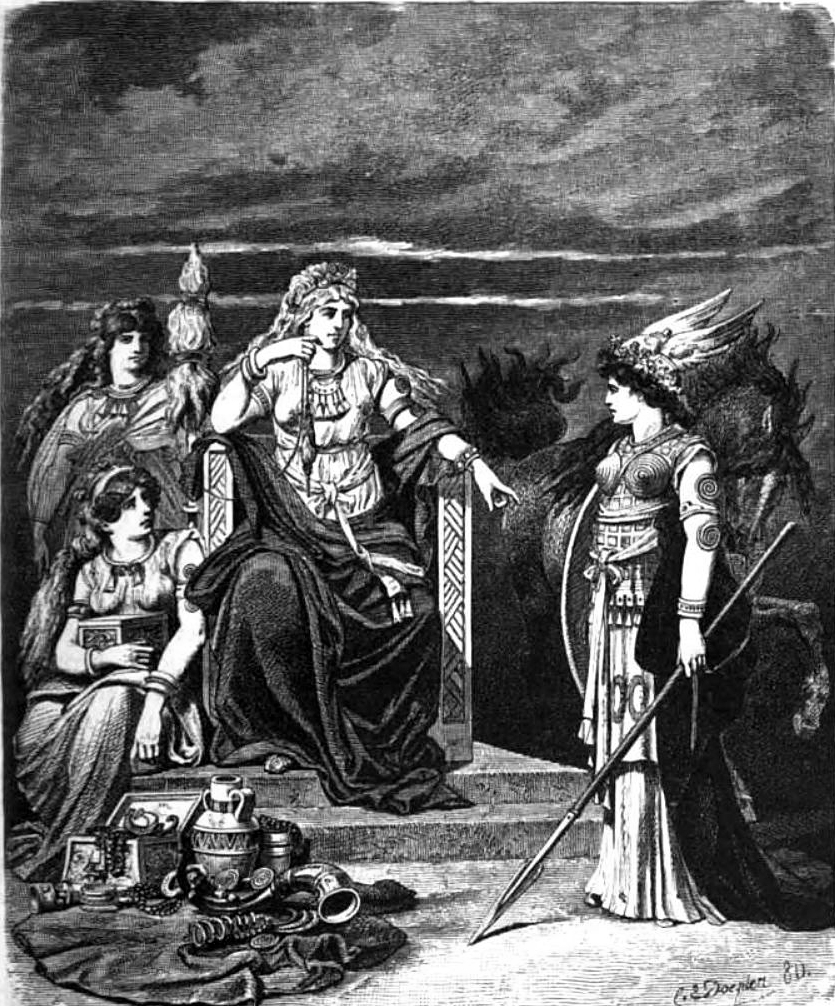
Frigg - nordická bohyně mateřství a manželství, manželka boha Odina (autor: Carl Emil Doepler)

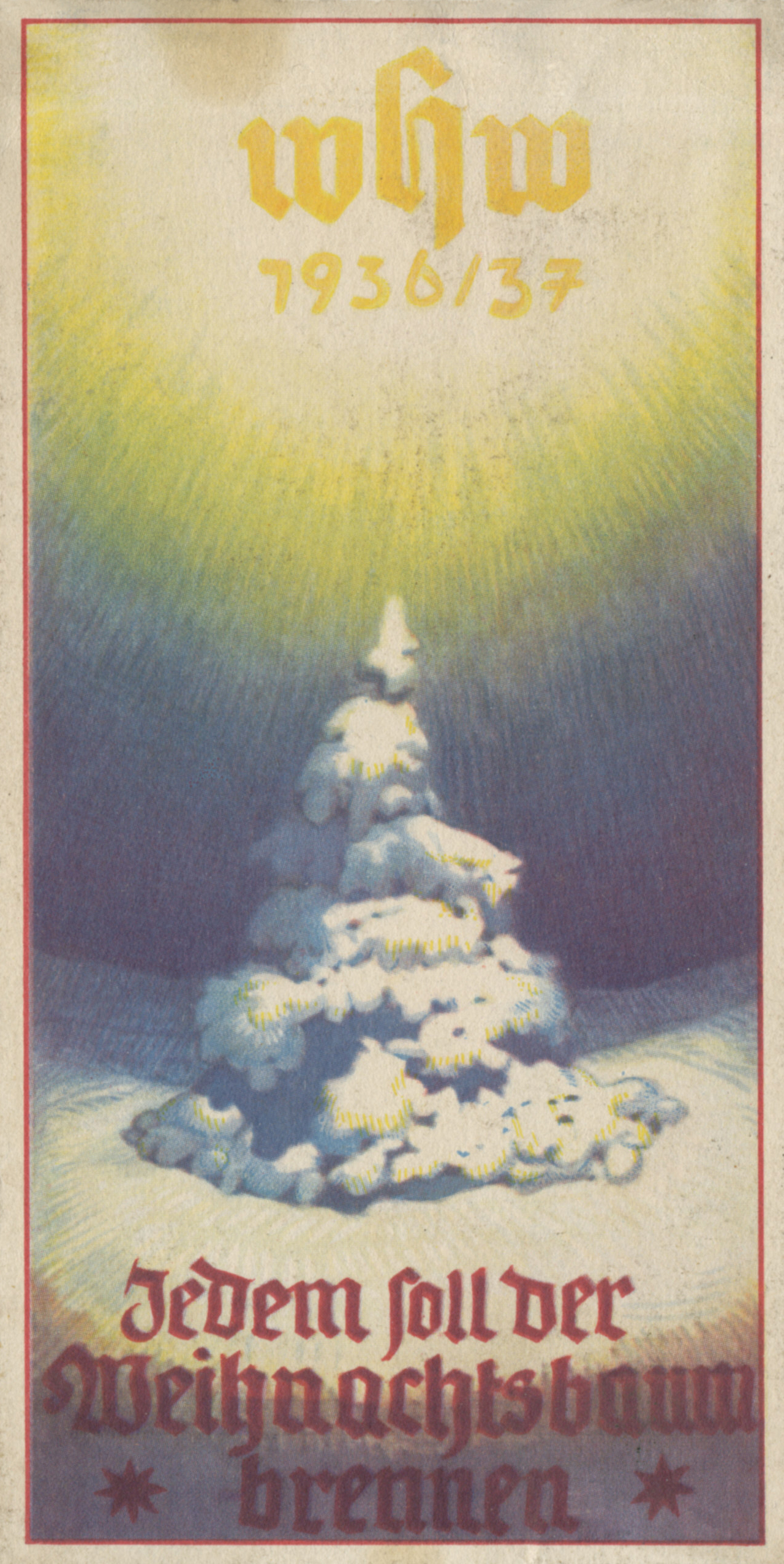
Dveřní plaketa za darcovství během vánoční sbírky Winterhilfswerk (WHW) 1936

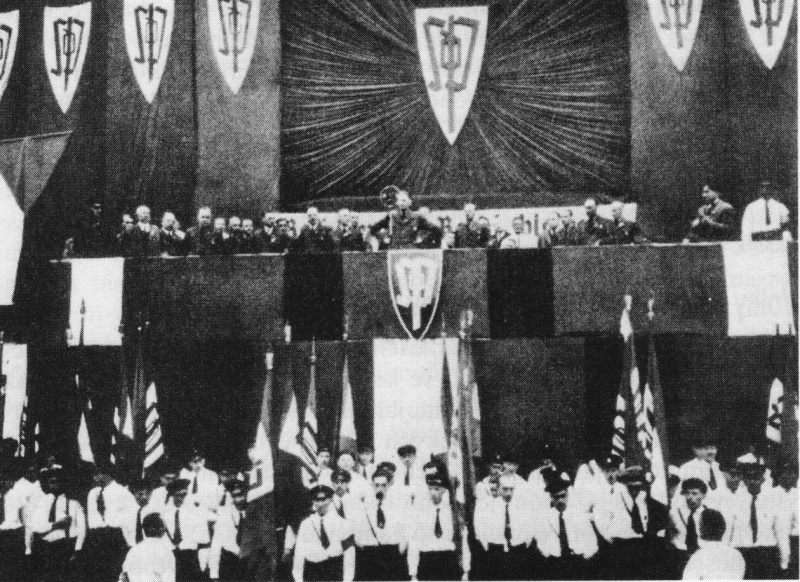
K. H. Frank na sjezdu Sudetoněmecké strany 24. dubna 1938

V roce 1919 položili Němci organizační základy nacionální lidovýchovy na školícím zasedáním v Ústí nad Labem (Aussiger Volksbildnertag). Následně přikročili k vydávání časopisu „Böhmerland-Jahrbuch“ (Sudetendeutsches Jahrbuch). Deutscher Verband für Heimatforschung (Německý vlastivědný svaz) započal s kurzy vyšší lidové školy (Volkshochschule) a v Liberci v roce 1925 přibyla společnost völkisch lidovýchovy Gesellschaft für deutsche Volksbildung, která byla současně členem zastřešující organizace „obranných“ a ostatních nacionálních svazů „Hauptstelle für deutsche Schutzarbeit“ (Ústředna německé obranné práce) v čele s předsedou Gottfriedem Wehrenfennigem. Gesellschaft für deutsche Volksbildung sídlila v Liberci od roku 1932 v budově Goethova domu (Goetheheim in Reichenberg). Oproti tomu byl založen v roce 1937 ještě pražský Institut für deutsche Volksbildung (Institut německé lidovýchovy).

### Tisk a zábava
Jádro a neodmyslitelný prvek lidovýchovy tvořily knihovny. V podstatě při zakládaní jakéhokoliv spolku se začínalo jejím zřízením. Zrovna tak tomu nebylo jinak ani u BdD. Svazové knihovny objednávaly ponejvíce německé a rakouské autory jako byl Goethe, Novalis, Schiller, Mörike nebo Rosegger, domácí německé autory (Josef Blau, Alois Celer, Konrad Henlein, Fritz Koberg, Erwin Quido Kolbenheyer, Karl Franz Leppa, Emil Lehmann, Reinhold Netolitzky, Wilhelm Pleyer, Walther Schlesinger, Hedwig Teichmann, Hans Watzlik aj.) a různé spolkové publikace či díla regionálních autorů a literaturu z řady německých lidových knižnic (Rheinischer Hausbücherei, Wiesbadner Volksbücher). Po založení centrálního Svazu Němců se zakládala výpůjční místa v každém okrese a poradenské kanceláře pomáhaly s výběrem literatury. Na konci roku 1936 svaz již disponoval s 600 knihovnami a 281 000 díly. Společně se Sudetendeutscher Bücherbund (Sudetoněmecký knižní spolek) organizoval oslavu německé knihy „Den knihy“.
Spolkové vydavatelství „Wia-Verlag“ se sídlem v Teplitz-Schönau vydávalo: publikace a sbírky lidových her, povídek, pohádek, zpěvníků, pověstí, říkadel, řady pohlednic s lidovými písněmi, propagační letáky, plakáty a výtisky se speciální tematikou k Vánocům, Velikonocům, ke Dni matek. Vydával samozřejmě svoje periodika, díla zabývající se rasovou hygienou a nacionální politikou atd. Bohaté ilustrace využívaly motivu orajícího sedláka (pluh), germánského válečníka (meč), matky s dítětem (v náruči), osamocené chalupy v horách a také výjevy ze selského a dělnického života. Prim hrály spolkové „kalendáře“. Kalendář a bible nechyběly v žádné rodině. Spolkový kalendář byl jednoduše nepostradatelný, obsahoval nejen zábavnou, ale i odbornou část a byla v něm pokaždé shrnuta roční spolková práce za uplynulý rok. Obsahoval články ke spolkové tematice, o regionálních osobnostech, ale jeho informativní část nabízela také spoustu důležitých adres německých samosprávných, hospodářských, školských a jiných organizací a nechyběla ani tematická inzerce.

### Národní slavnosti
Národní oslavy germánských svátků - Letního a Zimního slunovratu, jarních oslav bohyně Ostary a podzimních Dožínek představovaly návrat ke starogermánské mytologii a tradicím. Spolky tak demonstrovaly nacionální soudržnost. Oslavy Letního slunovratu (Sommersonnwende 21. červen) se zapálenými vatrami (Sonnwendfeuer) se odehrávaly na vrcholcích hor, kopců a na vyvýšeninách (oproti křesťanské svatojánské noci 24. června). Nechyběly zapálené pochodně, hořící kola s křížem, rolování zapálených kol ze slámy z kopců do údolí, tanec kolem ohně, proskakování ohněm a zpěv lidových písní. Zimní slunovrat (Wintersonnenwende 21.–22. prosinec) oslavovaly svazy podle starých Germánů jako Julfest, Julfeier nebo Weihnachtsfest. Ženy připravovaly pro děti program s vánoční nadílkou. Osterfest si Němci ve spolcích připomínali od roku 1905 v den 1. dubna k poctě Bismarckových narozenin. Sbírkové akce pro sirotky se v tento den moc neuchytily a tak byly pořádány zase o Velikonocích. Na počest nordicko-germánského Boha Wotana uctívali při Dožínkách (23. září) kult německého sedláka (půda a krev) a národní socialisté tento den oslavovali první neděli po 29. září jako národní svátek.
Mezi další národní slavnosti o druhé květnové neděli patřil i v roce 1924 svazem Bund der Deutschen in Böhmen zavedený Den matek (v Německu už v letech 1922–1923). Společně s mládeží politických stran pořádaly obranné spolky jízdy na „jazykovou hranici“ (Sprachgrenzfahrt) a to zejména o Velikonocích a Dožínkách. Po zákazu názvu ze strany čs. státu užívaly svazy označení Tag der Heimat. Ve 30. letech se staly provokace jak ze strany německých nacionálních obranných spolků, tak i ze strany českých nacionálních obranných spolků (Národní jednoty, Sokol) při návštěvách hraničních oblastí pravidlem. Bohatý kulturní život v německých městech a obcích doplňovaly veselice na Silvestra (Jahreschlussfeier), krojové slavnosti (Trachtfest), zahradní slavnosti (Gartenfeier), divadelní, osvětové večery (Bunter Abend, Bundesabend, Völkischer Abend), masopustní plesy, koncerty aj.

### Výroční sjezdy
Valné hromady s volbou nového představenstva byly doprovázeny bohatým kulturním programem. Sjezdy se proto konaly o víkendu a někdy i od pátku až do pondělí. V druhé polovině 30. let se pořádaly sjezdy zejména o Svatodušních svátcích. S dostatečným předstihem proběhla volba přípravného výboru, kterému ležela na bedrech celá organizační práce a během sjezdu sloužil návštěvníkům zvláštní informační úřad (program, ubytování). V první polovině 20. let neunikly sjezdy drobnohledu čs. policejních úřadů. Obzvláště vadily zahraniční návštěvy ze sousedního Německa. Vypravené vlaky tak často po pasových kontrolách dorazily značně probrané. Členové SdP se na sjezdech objevovali povinně a ostatní politické strany v hojném zastoupení. Obrat v řečnických proslovech nastal ve 30. letech 20. století. Do popředí se dostalo téma „loajality k ČSR spolu s reálnou možností dosáhnout nacionálního společenství sudetských Němců v rámci republiky“.
Od 30. let byl sice BdD stále formálním pořadatelem svazové lidovýchovy, ale SdP měla na její průběh značný vliv. Den matek nakonec pořádala už je Sudetoněmecká strana. Dožínky zůstaly v režii místních odboček a okresy se na pokyn strany zaměřily na „Dny domoviny“ (náhrada za jízdy na jazykovou hranici). Pod stranickou taktovkou probíhaly i oslavy 1. května (Maifest). „Heimatabende“ ve větších městech měli členové SdP nařízené. V letech 1937–1938 se stalo skandování hesel typu „Náš vůdce je Konrad Henlein!“, „Jeden národ, jedna vůle, jeden cíl!“, „Znovu přísaháme naši věrnost vůdci!“, „Jeden národ, jedna říše, jeden vůdce!“, „Vůdce nad námi bdí!“ při kulturních akcích pravidlem. Zrovna tak potyčky a rvačky při střetu s českou menšinou.

## Pod Třetí říší
Říšský komisař pro sudetská území pověřil nařízením č. 1/38 z 15. října 1938 Alberta Hoffmanna (Stillhalterkommissar für Organisationen im sudetendeutschen Gebiet) NS-glajchšaltováním spolků a organizací při procesu budování nacionálně socialistické státní a stranické struktury v připojených sudetských oblastech. Likvidační a prolongační komisař Hoffmann ponechal nejprve všechny složky BdD v činnosti a to i bez velkých personálních změn. Postupně byl sepsán veškerý majetek a přes „Kreditanstalt der Deutschen“ se provedl převod na konto vedení svazu v Teplicích-Šanově. Ukončení činnosti naplánoval komisař Hoffmann na konec ledna či začátek února 1939. Bývalí funkcionáři a členstvo nacionálních „obranných“ organizací bylo považováno za spolehlivé a počítalo se s ním při obsazování nových NS-úřadů do župního vedení NSDAP.
„Na osoby, které se během sudetoněmeckého času bojů otevřeně přihlásily k němectví a tomuto svému přitakání propůjčily výraz členstvím a prací v německých politických stranách, německých obranných spolcích, v Německém turnerském svazu, ale i v jiných zřetelně německých organizacích, je nutno pohlížet jako na Němce i tehdy, jestliže nelze doložit jejich německý původ a nelze prokázat jejich německou výchovu.“ (Franz Künzel)
Zimmermann Volker, Sudetští Němci v nacistickém státě, 
BdD pracoval nejprve pod Deutscher Heimatbund a nakonec s Deutscher Kulturverband (DKV) vytvořil „sudetské oddělení“ spolku „Bund Deutscher Osten“ (BDO), který vydával spolkový časopis Sudetendeutsche Monatshefte. Na starosti měl knihovny a kulturní spolkové Německé domy (Deutsches Haus). V roce 1942 splynul BDO se sudetskou skupinou Verein für das Deutschtum im Ausland (VDA). Zcela jiná situace panovala nejprve ve zbylém Československu, kde činnost poboček BdD přestala až po zřízení Protektorátu Čechy a Morava a podzim roku 1939 došlo k jejich zrušení ve spolkovém katastru. Až do konce války roku 1945 byl součástí BDO s vedením VDA. Veškerý majetek protektorátních odboček spadl pod BDO. Spolkové prvorepublikové projekty se staly taktéž součástí NS-politiky: ze „Sudetendeutsche Volkshilfe“ vznikla „NS-Winterhilfe“, ze „Sudetoněmecké dobrovolné pracovní služby“ „Reichsarbeitsdienst“ a „Sudetoněmecké osidlovací hnutí“ se stalo součástí „Generalplan Ost“.

## Významní aktéři
- Ansorge August (1864 Starostín u Broumova/Neusorge bei Braunau – 27. srpen 1936 Sobědruhy u Teplic-Šanova/Soborten bei Teplitz-Schönau)
- Birke Hubert Hermann (21. leden 1892 Heřmánkovice u Broumova/Hermsdorf bei Braunau – 13. duben 1950 Doschendorf/Německo)
- Blau Josef (12. srpen 1872 Nýrsko/Neuern – 22. říjen 1960 Straubing/Německo)
- Herrmann Brass (5. leden 1855 Březná okr. Šumperk/Friesedorf Bez. Mährisch Schönberg – 17. říjen 1938 Zábřeh/Hohenstadt)
- Breuer Emil (30. říjen 1884 Chrastava okr. Liberec/Kratzau Bez. Reichenberg – 7. prosinec 1967 Mnichov/München/Německo)
- Buhl Edgar (12. březen 1898 Staré Město/Mährisch Altstadt – 3. duben 1972 Selb/Německo)
- Prof. Dr. Gierach Erich (23. listopad 1881 Bromberg/Prusko – 16. prosinec 1943 Mnichov/München/Německo)
- Heeger Viktor (28. duben 1858 Cukmantl/Zukmantel – 5. srpen 1935 Opava/Troppau)
- JUDr. Herold Josef (11. říjen 1861 Škrle u Chomutova/Skyrl bei Komotau – 5. březen 1933 Most/Brüx)
- Jesser Franz (1. červenec 1869 Svitavy/Zwittau – 16. březen 1954 Frankfurt nad Mohanem/Frankfurt am Main/Německo)
- Kiesewetter Anton (27. srpen 1888 Javorník/Jauernig – 16. prosinec 1961 Mnichov/München/Německo)
- Kießlich Anton (14. nebo 18. září 1858 Praha – 19. prosinec 1925 Lázně svaté Markéty u Prachatic/St. Margarethenbad bei Prachatitz)
- Knaute Theodor (8. listopad 1852 Cvikov/Zwickau in Böhmen – 24. prosinec 1915 Olomouc/Olmütz)
- Krebs Matthias (25. březen 1880 Novosedly/Neusiedl – 3. říjen 1962 Merano/Meran/Itálie)
- JUDr. Langer Eduard (25. prosinec 1852 Rokytnice v Orlických horách/Rokitnitz im Adlergebirge – 21. říjen 1914 Broumov/Braunau)
- Legler Friedrich (1. leden 1852 Broumov/Braunau – 31. říjen 1919 Liberec/Reichenberg)
- Dr. Lehmann Emil (18. listopad 1880 Trnovany u Teplic Šanova/Turn bei Teplitz-Schönau – 22. srpen 1964 Dresden-Loschwitz/Německo)
- Luksch Josef (7. březen 1862 Loděnice u Pohořelic/Lodenitz bei Pohrlitz – 26. listopad 1936 tamtéž)
- JUDr. Muntendorf Otto (12. srpen 1910 Olšany/Olleschau okr. Šumperk – 1. únor 1943, padl u bosenského města Tihotina)
- Pleyer Wilhelm (8. březen 1901 Železný Hamr/Wald-Eisenhammer – 14. prosinec 1974 München/Německo)
- Dr. Schollich Ernst (26. duben 1882 Německá Libina/Deutsch Liebau – 23. květen 1945 Nový Jičín/Neutitschein)
- JUDr. Stolberg Friedrich Theodor Alfred Pius Franz von Sales Maria (14. prosinec 1877 Tomaszów Bolesławiecki/Thomaswaldau/Polsko (tehdejší pruské Slezsko) – 28. březen 1954 Gamburg/Německo)
- Taschek Josef Anton Adalbert (31. červenec 1857 České Budějovice/Budweis – 29. leden 1939 tamtéž)
- Tins Carl (2. únor 1873 Liberec/Reichenberg – nezjištěno)
- Trunz Ada (9. červen 1873 Štěpánov/Stefanau u Olomouce/Olmütz – 15. říjen 1953 Fulda/Německo)
- Uhl Carl (9. duben 1884 Klášterec nad Ohří/Klösterle a. d. Eger – 15. únor 1933 Karlovy Vary/Karlsbad)
- Wehrenfennig Gottfried Paulus (19. červenec 1873 Gosau/Horní Rakousko – 6. červenec 1950 Schnodsenbach u Scheinfeld/Německo)
- Weinwurm Franz (17. únor 1871 Vídeň/Wien – 21. leden 1938 Salcburk/Rakousko)
- Zapp Franz Willi (16. listopad 1870 Loučná/Weitzengrün – nezjištěno)